# Super Smash Bros. (серія)
Super Smash Bros. — це серія кросоверних платформних файтингів, видана Nintendo. Серію створив Сакурай Масахіро, який керував розробкою кожної гри серії. Серія відома тим, що на відміну від більшості інших файтингів, для перемоги треба не довести здоров'я супротивників до нуля, а викинути їх за межі карти.

## Геймплей

Скріншот попередньої версії Ultimate із зображенням битви Ганондорфа, Лінка, Маріо та Мегамена на сцені «Great Plateau Tower» на основі локації з The Legend of Zelda: Breath of the Wild

Геймплей серії Super Smash Bros. відрізняється від багатьох бойових ігор. Щоб виграти, треба не довести шкалу життя супротивника до нуля, а викинути своїх супротивників за межі ігрової карти. Персонажі мають показник загальної отриманої шкоди, що зростає з кожним отриманим ударом та представлений у відсотках, та може досягати до 999 %. Коли цей показник зростає, персонаж зазнає сильнішого відкидання від ворожих атак. Щоб здолати супротивника, гравець повинен вибити цього персонажа за межі сцени в будь-якому напрямку. Коли персонажа викидають зі сцени, він може спробувати «відновитися», використовуючи стрибки та здібності, щоб повернутися на сцену. Деяким персонажам легше відновлюватися на сцені, ніж іншим завдяки їхнім рухам і здібностям. Крім того, деякі персонажі відрізняються за вагою, при цьому легших персонажів легше викидати, ніж важких.